# My Sunshine
「My Sunshine」（マイ・サンシャイン）は、CHiEの4枚目の配信限定シングル。2011年7月20日に着うたが配信され、同年7月27日に着うたフルとして配信された。
人気モデルらの恋愛体験を題材とした「告白ソング4連作」の第1弾にあたり、雑誌『egg』の人気モデルとして知られる川端かなこの恋愛体験を取り上げた楽曲で、その川端自身が作詞に参加している。第1弾の告白テーマは『憧れ』としている。第2弾から第4弾の楽曲も近日公開予定と報じられていたが、この楽曲を最後に新曲の発表はない。

## 収録曲
1. My Sunshine
（作詞：Shoko Fujibayashi, 川端かなこ / 作曲・編曲：Dr.QueenB / プロデュース：Dr.QueenB for Vanir）